# Technische Universiteit Vaal
De Technische Universiteit Vaal is een Zuid-Afrikaanse technische universiteit met de hoofdvestiging in Vanderbijlpark in de provincie Gauteng en daarnaast nog vier vestigingen in noordelijk Zuid-Afrika.

## Achtergrond
De universiteit werd in 1966 opgericht als College of Advanced Technical Education en kreeg vanaf 1979 de benaming Vaal Triangle Technikon. In 2003 werd de naam veranderd in Vaal University of Technology (Vaal Universiteit van Tegnologie). De universiteit dank haar naam aan de stedelijke regio Vaaldriehoek en de gelijknamige Vaalrivier die door het gebied stroomt.
De universiteit kent rond 2010 ongeveer 21.000 studenten. Naast de vestiging in Vanderbijlpark dat gebouwd is op een oppervlakte van 4,6 hectare zijn er campussen in Secunda, Kemptonpark, Klerksdorp en Upington. De universiteit is gebouwd in een regio met belangrijke petrochemische, technische, staal- en productiebedrijven.